# 擴散 (生態學)
在生態學中，播遷是指少數生物個體從一個地點移動到另一個地點的過程，比如從出生地移動到其他地區，或從高種群密度地區移動到低種群密度地區，或從種群分佈的中心往其他地區移動。

## 描述
擴散可以分爲兩種：密度非依賴型擴散（Density-independent dispersal），或稱爲被動擴散（passive dispersal），是指生物利用環境中的動能進行得擴散，比如蒲公英種子的擴散。密度依賴型擴散（Density-dependent dispersal），是指生物個體權衡環境的好壞、種群密度、種內競爭的強度等因素後，向更適宜生存的地區移動的過程。
擴散和遷移（Migration）的主要區別在於，遷移是大量個體從一個地點轉移到另一個地點的行爲，而擴散僅是少部分個體的行爲。對於獨居動物來說，遷移和擴散沒有本質上的區別。擴散和地理擴散（Geodispersal）有一定區別，後者是和地理隔離相反的過程，指兩個最初被地理因素隔開的種群或生態系統因地理屏障的消失而融合的過程。